# Mr. Soul
Mr. Soul ist ein Song von Buffalo Springfield, der von Neil Young geschrieben wurde. Er wurde Mitte 1967 als B-Seite ihrer vierten Single Bluebird veröffentlicht.

## Hintergrund

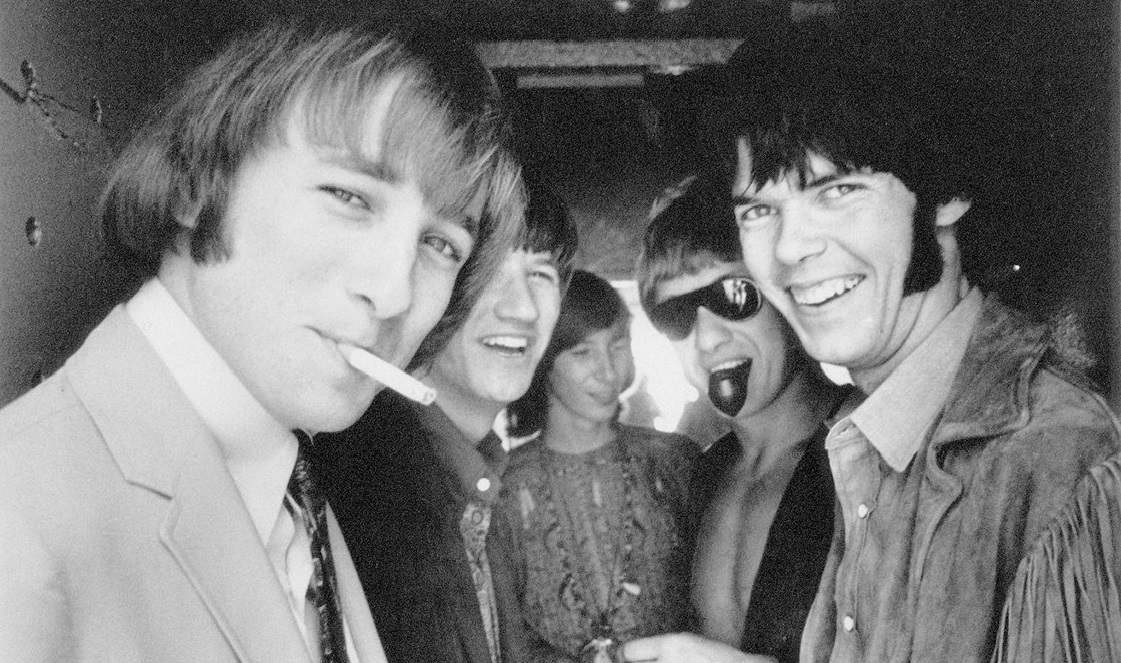
Buffalo Springfield, rechts Neil Young (1966)

Mr. Soul wurde von Neil Young geschrieben, nachdem er bei einem frühen Konzert mit Buffalo Springfield einen Epilepsieanfall erlebt hatte. Einige Leute im Publikum hatten sich gefragt, ob das Teil der Show war. Er schrieb das Lied während der Genesung am UCLA Medical Center. Der Text reflektiert Youngs Gefühl, er würde sterben. Von einem Arzt wurde ihm geraten, nie LSD oder andere halluzinogene Medikamente einzunehmen.
Der düstere Song verwendet die Dropped-D-Stimmung, die Young auch in Songs wie Ohio und Cinnamon Girl verwendet hat.  
Auf dem 1968er Album Sugar Mountain – Live im Canterbury House erklärte Young:

„Das Schreiben vieler Songs dauert lange. Im Allgemeinen dauert das Schreiben anderthalb Stunden, zwei Stunden. Aber dieser dauerte nur fünf Minuten.“

Young nahm später andere Versionen des Songs auf, oft mit deutlichen Veränderungen.

## Coverversionen und Variationen
Young hat das Lied oft solo und mit verschiedenen Begleitbands aufgeführt. Live-Aufnahmen erscheinen 1968 auf Sugar Mountain – Live im Canterbury House, 1993 auf Unplugged und 1997 auf Year of the Horse mit Crazy Horse. Außerdem nahm Young den Song auf seinem 1982er Album Trans im Synthrock-Stil neu auf, bei dem der Gesang mit einem Vocoder verarbeitet wurde; eine Live-Performance dieser Version erscheint auch im Film Solo Trans. Während der Bridge School Benefit-Konzerte 2016 spielte Young mit Metallica eine akustische Version.
Cher nahm 1975 ein Cover des Songs für ihr Album Stars auf. Das Lied wurde auch von den Everly Brothers im Dezember 1968 aufgenommen, aber erst 1984 auf ihrem Studioalbum Nice Guys veröffentlicht. 2004 spielte Rush den Song auf Feedback ein, ihrer Cover-EP mit Songs aus den 1960er Jahren. Iron & Wine spielten das Lied auf dem 2005er Live-Album Iron & Wine Live – Bonnaroo.

## Musiker
- Neil Young  – Gitarre, Lead-Gesang
- Stephen Stills  – Gitarre, Hintergrundgesang
- Richie Furay  – Gitarre, Hintergrundgesang
- Dewey Martin  – Schlagzeug
- Bruce Palmer  – Bassgitarre